# Moonbin & Sanha
Moonbin & Sanha, também conhecido como MOONBIN&SANHA  (hangul: 문빈 & 산하) foi uma duo e a primeira unit da boyband coreana Astro. Formada pela Fantagio em 2020, o duo era composto por Moonbin e Sanha. O debut aconteceu através do extended play In-Out, lançado em 14 de setembro de 2020.

## Carreira

### Pré-debut
Em 21 de agosto de 2020, a Fantagio anunciou que o duo formado por membros do boygroup Astro concretizaria sua estreia como uma unidade, com o lançamento de um EP em 14 de setembro do mesmo ano. O anúncio foi feito por meio de uma marca que conectava as iniciais “M” e “S” do nome de cada ídolo ao símbolo do infinito. 
A ideia de trabalharem juntos surgiu após fazerem algumas atividades juntos, como apresentar programas de música, e viram que a química era boa. Logo, ambos demonstraram entusiasmo em estrear os trabalhos em torno da unit, indicando que aquela era uma oportunidade de mostrar as outras qualidades que tinham e que não eram mostradas dentro do Astro.

### Debut com In-Out
Em 14 de setembro de 2020 foi anunciado o debut da subunit com o lançamento de In-Out. A faixa "Bad Idea", que foi uma das mais trabalhadas, mostra uma energia intensa e sofisticada. Após uma semana de lançamento, a canção foi premiada com o primeiro lugar no programa da SBS "The Show". 
Além disso, com uma semana de lançamento, in-Out alcançou a nona colocação na parada semanal de álbuns no exterior da Oricon e em 2º lugar na parada semanal de álbuns da Gaon.

### Lançamento de Refuge
Em 4 de fevereiro de 2022, foi confirmado através da Fantagio que o duo faria um comeback através de um pré-lançamento. "Ghost Town" abriu as portas para o EP "Refuge" que foi lançado no mês seguinte, em 15 de março. Rapidamente, o álbum atingiu uma boa posição na Gaon e na Oricon e a música mais trabalhada foi WHO.

### Comeback com Incense
No começo de dezembro de 2022, a Fantagio anunciou o comeback do duo para janeiro de 2023 com o álbum "Incense", que tem como ponto alto a música "Madness". Na mesma época, foi anunciado que o duo faria uma turnê mundial, a DIFFUSION FAN CON TOUR. Uma das suas paradas seria a América do Sul, com um show na cidade de São Paulo no dia 5 de junho de 2023.

### Desintegração
No dia 19 de abril de 2023, Moonbin foi encontrado desacordado pelo seu empresário, que chamou o socorro, mas os esforços foram insuficientes e o artista acabou falecendo. Com isso, o duo acabou entrando em disband. 

## Discografia

### Extended plays
| Título  | Detalhes | Melhores posições nos charts | Melhores posições nos charts | Vendas                   |
| Título  | Detalhes | KOR                          | JPN                          | Vendas                   |
| ------- | --- | ---------------------------- | ---------------------------- | ------------------------ |
| In-Out  | Lançamento: 14 de setembro de 2020 Gravadora: Fantagio Formatos: CD, digital download, streamingLista de músicas 1. "Eyez On U" 2. "Bad Idea" 3. "Alone" (섬) 4. "All I Wanna Do" 5. "Dream Catcher" | 2                            | 9                            | KOR: 72,414 JPN: 14,382  |
| Refuge  | Lançamento: 15 de março de 2022 Gravadora: Fantagio Formatos: CD, digital download, streamingLista de músicas 1. "Who" 2. "Boo" 3. "Dia" 4. "Distance" 5. "Ghost Town"                               | 4                            | 11                           | KOR: 147,530 JPN: 10,325 |
| Incense | Lançamento: 4 de janeiro de 2023 Gravadora: Fantagio Formatos: CD, digital download, streamingLista de músicas 1. "Perfumer" 2. "Madness" 3. "Wind" (바람) 4. "Chup Chup" 5. "이끌려" 6. "Your Day"  | 5                            | 2                            | KOR: 102,505 JPN: 14,081 |

### Singles
| Título       | Ano  | Melhores posições em charts | Álbum   |
| Título       | Ano  | KOR                         | Álbum   |
| ------------ | ---- | --------------------------- | ------- |
| "Bad Idea"   | 2020 | 191                         | In-Out  |
| "Ghost Town" | 2022 | —                           | Refuge  |
| "Who"        | 2022 | 29                          | Refuge  |
| "Madness"    | 2023 | 90                          | Incense |

### Outras músicas charteadas
| Título            | Ano  | Melhores posições em charts | Álbum   |
| Título            | Ano  | KOR                         | Álbum   |
| ----------------- | ---- | --------------------------- | ------- |
| "Perfumer"        | 2023 | —                           | Incense |
| "Desire" (이끌려) | 2023 | —                           | Incense |
| "Wish" (바람)     | 2023 | —                           | Incense |
| "Chup Chup"       | 2023 | —                           | Incense |
| "Your Day"        | 2023 | —                           | Incense |